# Riudoms
Riudoms ist eine Gemeinde im Süden Kataloniens. Sie hat 6.905 Einwohner (Stand: 2024) und liegt in der Provinz Tarragona und der Comarca Baix Camp. Von Reus, der Hauptstadt der Comarca, ist sie ungefähr 5 km entfernt. Riudoms ist Geburtsort des Architekten Antoni Gaudí.

## Geschichte
Archäologische Funde beweisen, dass das Gebiet von Riudoms schon in der Jungsteinzeit und auch später in der Bronzezeit besiedelt war.
In der Römerzeit gab es mehrere Siedlungen auf dem Gebiet der heutigen Gemeinde, besonders in der Nähe des Flusses Maspujols.
Die offizielle Gründung von Riudoms erfolgte am 25. Januar 1151. Der Ritter Arnau de Palomar erhielt das Gebiet von Riodoms vom Normannischen Fürsten Robert d'Aguiló mit der Auflage, hier eine Burg zu erbauen.

## Wirtschaft
Riudoms war traditionell landwirtschaftlich geprägt. Seit Ende des 19. Jahrhunderts war die Haselnuss das Hauptprodukt. Als später die Nachfrage sank, wurde auf den Anbau von Oliven umgestellt. Heutzutage betreiben die meisten Einwohner die Landwirtschaft nur im Nebenerwerb.

## Söhne und Töchter des Ortes
- Miguel Baptista Gran Peris, besser bekannt als „Fra Bonaventura“, Franziskaner und Seliger
- Antoni Gaudí (1852–1926), Architekt
- Juan Guinjoan Gispert, Komponist